# Republic Records
Republic Records là một hãng thu âm có trụ sở tại thành phố New York thuộc sở hữu của Universal Music Group (UMG). Nó được thành lập bởi Avery Lipman và Monte Lipman với tư cách là một nhãn hiệu độc lập vào năm 1995, và được UMG mua lại vào năm 2000. Republic ban đầu là một phần của Universal/Motown Records Group, và đã được đổi tên thành Universal Republic Records sau khi tái cơ cấu tổ chức vào năm 2006 trước khi quay trở lại tên ban đầu vào năm 2012.

## Công ty liên kết và chi nhánh
- American Recordings
- Anti- (phân phối cho các bản phát hành được chọn)
- Aware Records
- Big Hit Music (phân phối các bản phát hành của TXT)
- Big Machine Label Group
- BME Recordings
- Brushfire Records
- Casablanca Records
- Cash Money Records
- Castro Music
- Cube Entertainment (phân phối các bản phát hành của (G)I-dle)
- Hollywood Records
- Imperial Music
- Indie Pop Music
- International Rock Star Records
- JYP Entertainment (phân phối các bản phát hành của Twice)
- Lava Records
- Loma Vista Recordings
- Next Plateau Entertainment (phân phối)
- No Emotion
- I Am Pink Productions, Inc. (chỉ phân phối các bản phát hành có bản quyền cho các nghệ sĩ của Pink Friday Records)
- Serjical Strike Records (phân phối)
- SRC Records
- Taylor Swift Productions, Inc. (chỉ phân phối các bản phát hành có bản quyền của Taylor Swift)
- TR Entertainment (phân phối cho các bản phát hành của Tri.be)
- XO
- Young Money Entertainment